# سامانثا باور
سامانثا جين باور (بالإنجليزية: Samantha Jane Power)‏ (ولدت في 21 سبتمبر 1970 في لندن بالمملكة المتحدة)  هي أميركية إيرلندية، وهي أكاديمية ومؤلفة وناقدة سياسية ودبلوماسية شغلت منصب سفير الولايات المتحدة لدى الأمم المتحدة  في الفترة من 2013 إلى 2017.
بدأت باور مسيرتها بتغطية حروب يوغوسلافيا كصحفية. وفي الفترة من عام 1998 إلى عام 2002، شغلت منصب المدير التنفيذي المؤسس لمركز كار لسياسة حقوق الإنسان في كلية كينيدي بجامعة هارفارد، حيث أصبحت فيما بعد أستاذة لممارسة القيادة العالمية والسياسة العامة. وكانت مستشارة بارزة للسناتور باراك أوباما حتى مارس 2008، عندما استقالت من حملته الرئاسية بعد اعتذارها عن وصفها للسيناتور – آنذاك – هيلاري كلينتون بأنها «وحش».
انضمت باور إلى الفريق الانتقالي لوزارة الخارجية في إدارة أوباما في أواخر نوفمبر 2008. وعملت مساعدة خاصة للرئيس ومدير أول للشؤون المتعددة الأطراف وحقوق الإنسان في مجلس الأمن القومي في الفترة من يناير 2009 إلى فبراير 2013. في أبريل 2012، اختارها أوباما لرئاسة مجلس منع فظائع الحرب الذي شكل حديثا آنذاك. وخلال فترة ولايتها، ركزت باور على قضايا مثل إصلاح الأمم المتحدة وحقوق المرأة وحقوق المثليين والحرية الدينية والأقليات الدينية واللاجئين والاتجار بالبشر وحقوق الإنسان والديمقراطية، بما في ذلك الشرق الأوسط وشمال أفريقيا وميانمار. وهي تعتبر شخصية رئيسية في إقناع الرئيس أوما بالتدخل العسكري في ليبيا. في عام 2016، أدرجتها مجلة فوربس في المرتبة 41 بين أقوى مائة امرأة في العالم.
باور هي موضوع وثائقي أنتج 2014 بعنوان مراقبي السماء، ويوضح مساهمة العديد من الأشخاص البارزين، بما في ذلك باور، في منع الإبادات العرقية.
فازت باور بجائزة بوليتزر في عام 2003 عن كتابها «مشكلة من الجحيم: أمريكا وعصر الإبادة العرقية»، وهي دراسة عن استجابة السياسة الخارجية الأمريكية للإبادات العرقية.
في يناير 2021، رشحها الرئيس المنتخب جو بايدن لرئاسة الوكالة الأمريكية للتنمية الدولية. 

## النشأة والتعليم
ولدت باور في لندن لأبوين إيرلنديين فوالدتها فيرا ديلاني، هي طبيبة كلى وعضو دولي في لعبة الهوكي، أما والدها جيم باور فهو طبيب أسنان وعازف بيانو. نشأت باور في أيرلندا حتى بلغت التاسعة من عمرها، وعاشت في كاسلنوك وتعلمت في مدرسة ماونت أنفيل مونتيسوري جونيور، جواتستاون، دبلن، حتى هاجرت والدتها إلى بيتسبرغ، بنسلفانيا، في 1979.
التحقت بمدرسة ليكسايد الثانوية في أتلانتا، جورجيا، حيث كانت عضوًا في فريق اختراق الضاحية وفريق كرة السلة. بعد ذلك حصلت على درجة البكالوريوس. وحازت درجة الدكتوراه من جامعة ييل، حيث كانت عضوًا في جمعية الشرف أوريليان، ودرجة الدكتوراه من كلية الحقوق بجامعة هارفارد. في عام 1993، وفي سن 23، أصبحت مواطنة أمريكية.

## مسارها المهني والوظيفي
بعد تخرجها من جامعة ييل، عملت باور في مؤسسة كارنيغي للسلام الدولي باحثة في مورتون أبراموفيتز، رئيس كارنيجي آنذاك. من عام 1993 إلى عام 1996، عملت مراسلة حربية، حيث غطت الحروب اليوغوسلافية لصالح يو إس نيوز آند وورد ريبورت، وبوسطن جلوب، وإيكونوميست، ونيو ريبابليك. عندما عادت إلى الولايات المتحدة، التحقت بكلية الحقوق بجامعة هارفارد، وحصلت على درجة الدكتوراه في عام 1999. وفي العام التالي، نُشر أول عمل محرر لها بعنوان «تحقيق حقوق الإنسان: الانتقال من الإلهام إلى التأثير» (حررته مع غراهام أليسون). نشأ كتابها الأول، مشكلة من الجحيم: أمريكا وعصر الإبادة الجماعية، من ورقة كتبتها أثناء التحاقها بكلية الحقوق؛ لقد ساعد في خلق مبدأ «مسؤولية الحماية». حصل الكتاب على جائزة بوليتزر للخيال العام وجائزة جيه أنتوني لوكاس للكتاب في عام 2003. وتشمل كتبها الأخرى، مطاردة الشعلة: سيرجيو فييرا دي ميلو والكفاح من أجل إنقاذ العالم (2008)، The Unquiet American: Richard Holbrook في العالم (شاركت في تحريره مع Derek Chollet ، 2011)، و The Education of an Idealist: A Memoir (2019).
من 1998 إلى 2002، شغلت باور منصب المدير التنفيذي المؤسس لمركز كار لسياسة حقوق الإنسان في كلية كينيدي الحكومية بجامعة هارفارد، حيث عملت لاحقًا كأستاذة آنا ليند لممارسة القيادة العالمية والسياسة العامة.
في عام 2004، صنفت مجلة تايم باور واحدة من أكثر 100 شخصية مؤثرة في العالم في ذلك العام. في خريف 2007، بدأت في كتابة عمود منتظم لـ Time.
أمضت باور 2005-2006 تعمل في مكتب السناتور الأمريكي باراك أوباما كزميل في السياسة الخارجية، حيث كان لها الفضل في إثارة وتوجيه اهتمام أوباما بنزاع دارفور. عملت كمستشار كبير للسياسة الخارجية لحملة أوباما الرئاسية لعام 2008، لكنها استقالت خلال الانتخابات التمهيدية. في عام 2009، عينها الرئيس أوباما في منصب في مجلس الأمن القومي وفي عام 2013 عينها سفيرة للولايات المتحدة لدى الأمم المتحدة، في منصب وزاري.

## التعليم
تعلمت في جامعة ييل، وكلية هارفارد للحقوق.

## مناصب وهيئات
أدارت جامعة هارفارد، والحكومة الفيدرالية للولايات المتحدة، ويو إس نيوز، وبوسطن غلوب، وذا إيكونومست، وذا نيو ريببلك.

## جوائز
حصلت على جوائز منها جائزة بوليتزر عن فئة الأعمال غير الخيالية، وتايم 100.

## روابط خارجية
- سامانثا باور على موقع IMDb (الإنجليزية)
- سامانثا باور على موقع الموسوعة البريطانية (الإنجليزية)
- سامانثا باور على موقع روتن توميتوز (الإنجليزية)
- سامانثا باور على موقع مونزينجر (الألمانية)
- سامانثا باور على موقع ألو سيني (الفرنسية)
- سامانثا باور على موقع أول موفي (الإنجليزية)
- سامانثا باور على موقع إن إن دي بي (الإنجليزية)
- سامانثا باور على موقع قاعدة بيانات الفيلم (الإنجليزية)
- سامانثا باور على موقع كينوبويسك (الروسية)